# Parvoscincus decipiens
Espèce
Synonymes
- Lygosoma decipiens Boulenger, 1894
- Sphenomorphus decipiens (Boulenger, 1894)
- Lygosoma moellendorffi Boettger, 1897
- Sphenomorphus moellendorffi (Boettger, 1897)
- Sphenomorphus curtirostris Taylor, 1915

Statut de conservation UICN

 LC  : Préoccupation mineure
Parvoscincus decipiens est une espèce de sauriens de la famille des Scincidae.

## Répartition

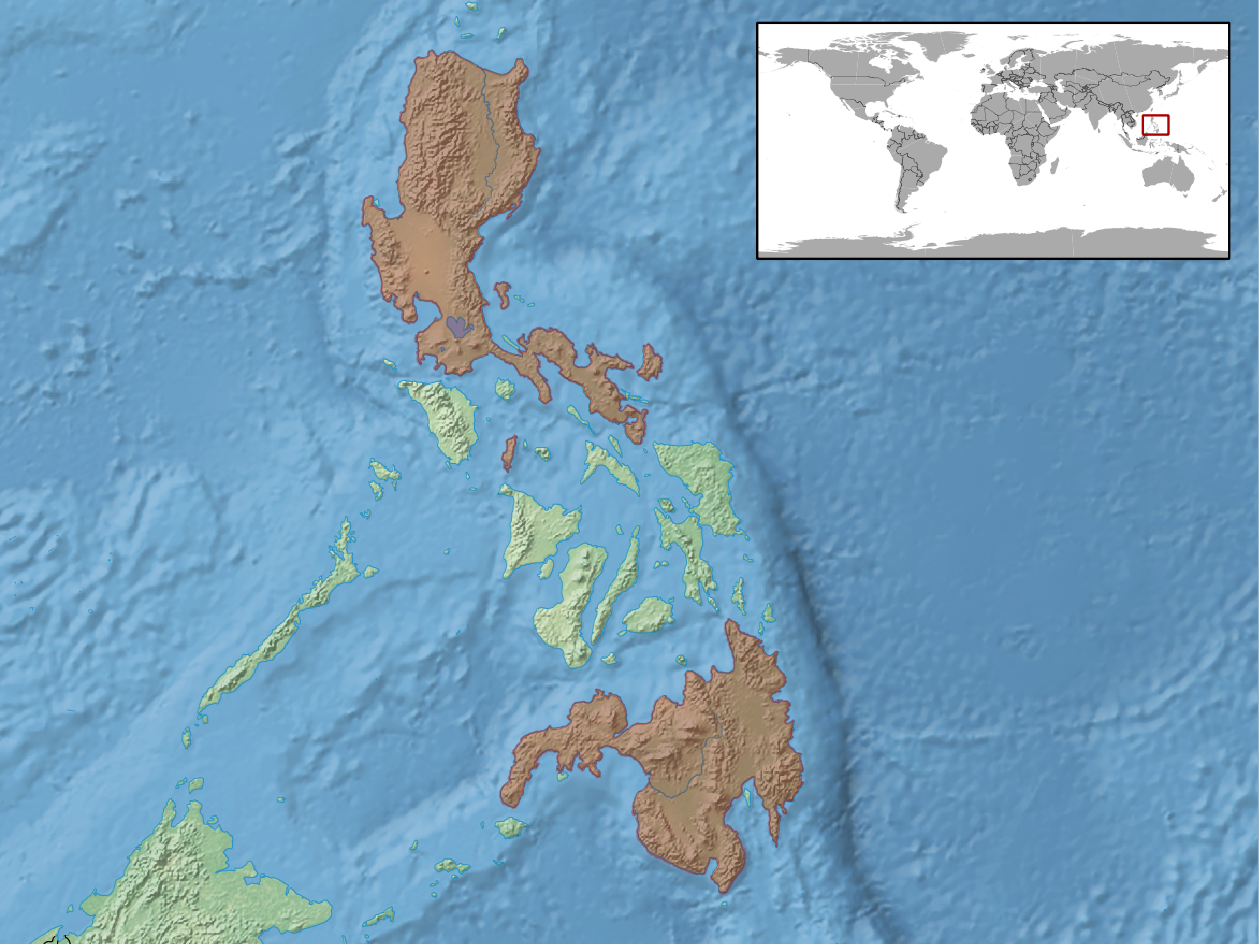
Répartition de l'espèce.

Cette espèce est endémique de Luçon aux Philippines. Elle se rencontre dans les provinces de Cagayan et d'Isabela dans la Sierra Madre.

## Description
Parvoscincus decipiens mesure de 35,0 à 40,6 mm.

## Publication originale
- Boulenger, 1895 "1894" : Second report on additions to the lizard collection in the Natural History Museum. Proceedings of the Zoological Society of London, vol. 1894, p. 722-736 (texte intégral).